# Mabel Parton
Mabel Bramwell Parton (Londres, 22 de julho de 1881 — Surrey, 12 de agosto de 1962) foi um tenista britânica. Medalhista olímpica de bronze em simples indoor.